# Wereldkampioenschap voetbal 1982 (Groep 3) Italië - Argentinië
Het duel tussen Italië en Argentinië was voor beide landen het eerste duel uit de tweede ronde bij het WK voetbal 1982 in Spanje. Het was de derde keer op rij dat beide landen elkaar troffen op een eindronde, na 1974 (1-1 gelijkspel) en 1978 (1-0 zege voor Italië).
Zowel Italië als titelverdediger Argentinië was het toernooi stroef begonnen. Italië overleefde ternauwernood de groepsfase dankzij drie gelijke spelen, Argentinië leed een verrassende 1-0 nederlaag in de openingswedstrijd tegen België door een doelpunt van Erwin Vandenbergh.
De wedstrijd in Groep 3 werd gespeeld op dinsdag 29 juni 1982 (aanvangstijdstip 17:15 uur lokale tijd) in het Estadio de Sarrià in Barcelona. Het was de achtste ontmoeting ooit tussen beide landen. Het duel, bijgewoond door 43.000 toeschouwers, stond onder leiding van scheidsrechter Nicolae Rainea uit Roemenië. Hij werd geassisteerd door Bruno Galler (Zwitserland) en Belaïd Lacarne (Algerije). Italië won het duel met 2-1 en zette daarmee een eerste stap op weg naar de halve finale. Argentinië beëindigde de wedstrijd met tien man na de rode kaart in de 84ste minuut voor middenvelder Américo Gallego.

## Wedstrijdgegevens
| Italië | 2 – 1        | Argentinië |
| Marco Tardelli 57' Antonio Cabrini 67' | goals        | 83' Daniel Passarella |
| Enzo Bearzot | bondscoach   | César Luis Menotti |
| Dino Zoff Claudio Gentile Fulvio Collovati Gaetano Scirea Antonio Cabrini Giancarlo Antognoni Gabriele Oriali 76' Marco Tardelli Bruno Conti Francesco Graziani Paolo Rossi 81' | opstellingen | Ubaldo Fillol Jorge Olguin Luis Galvan Daniel Passarella Alberto Tarantini Américo Gallego Osvaldo Ardiles Diego Maradona Daniel Bertoni 58' Ramón Díaz 58' Mario Kempes |
| Giampiero Marini 76' Alessandro Altobelli 81' | wissels      | 58' Gabriel Calderón 58' José Daniel Valencia |
| Claudio Gentile 1' Paolo Rossi 15' | gele kaarten | 32' Mario Kempes 35' Diego Maradona 39' Osvaldo Ardiles |
| | rode kaarten | 84' Américo Gallego |

## Overzicht van wedstrijden
| Eerste ronde | | |
| Groep A | Groep B | Groep C |
| Italië – Polen Kameroen – Peru Italië – Peru Kameroen – Polen Polen – Peru Italië – Kameroen                                                       | West-Duitsland – Algerije Chili – Oostenrijk West-Duitsland – Chili Oostenrijk – Algerije Algerije – Chili West-Duitsland – Oostenrijk    | Argentinië – België Hongarije – El Salvador Argentinië – Hongarije België – El Salvador België – Hongarije Argentinië – El Salvador                |
| Groep D | Groep E | Groep F |
| Engeland – Frankrijk Tsjecho-Slowakije – Koeweit Engeland – Tsjecho-Slowakije Frankrijk – Koeweit Frankrijk – Tsjecho-Slowakije Engeland – Koeweit | Spanje – Honduras Joegoslavië – Noord-Ierland Spanje – Joegoslavië Honduras – Noord-Ierland Honduras – Joegoslavië Spanje – Noord-Ierland | Brazilië – Sovjet-Unie Schotland – Nieuw-Zeeland Brazilië – Schotland Sovjet-Unie – Nieuw-Zeeland Sovjet-Unie – Schotland Brazilië – Nieuw-Zeeland |

| Tweede ronde                                            |                                                                     |                                                             |                                                                             |
| Groep 1                                                 | Groep 2                                                             | Groep 3                                                     | Groep 4                                                                     |
| België – Polen België – Sovjet-Unie Polen – Sovjet-Unie | Engeland – West-Duitsland West-Duitsland – Spanje Engeland – Spanje | Italië – Argentinië Brazilië – Argentinië Italië – Brazilië | Frankrijk – Oostenrijk Oostenrijk – Noord-Ierland Noord-Ierland – Frankrijk |
| Halve finales                                           |                                                                     |                                                             |                                                                             |
| Polen – Italië                                          | Polen – Italië                                                      | West-Duitsland – Frankrijk                                  | West-Duitsland – Frankrijk                                                  |
| Troostfinale                                            |                                                                     |                                                             |                                                                             |
| Frankrijk – Polen                                       |                                                                     |                                                             |                                                                             |
| Finale                                                  |                                                                     |                                                             |                                                                             |
| Italië – West-Duitsland                                 |                                                                     |                                                             |                                                                             |